# Hipòlit Asís Gargatagli
Hipòlit Asís Gargatagli (17 d'agost de 1986) és un jugador d'escacs català que té el títol de Gran Mestre des del 2019.
A la llista d'Elo de la FIDE del març de 2023, hi tenia un Elo de 2504 punts, cosa que en feia el jugador número 19 (en actiu) de l'estat espanyol. El seu màxim Elo va ser de 2538 punts, a la llista del maig de 2018.

## Resultats destacats en competició
El 2004 fou campió d'Espanya sub-18, subcampió juvenil de Catalunya en els anys 2003, 2004 i 2006. Campió de Catalunya sub-18 en els anys 2003 i 2004. El 2011 fou quart en l'Obert Vila de Sitges amb 7 punts de 9, els mateixos punts que el primer classificat Stefan Djuric.
El 2012 a la XXIXa edició de l'Obert Internacional d'escacs actius Ciutat de Manresa va empatar al primer lloc amb José Carlos Ibarra, però fou segon per desempat.
El 2013 aconseguí la primera norma de Gran Mestre. Fou tercer en dues edicions (2012 i 2014) del Campionat de Catalunya absolut. El 2014 s'incorporà com a jugador i entrenador al Club Escacs Sant Cugat.
El maig del 2015 es va proclamar campió de Catalunya en vèncer a la final l'MI Robert Alomà. El juliol del 2015 fou campió del Gran Prix d'Andorra de partides ràpides amb 7½ punts de 9, mig punt per davant dels francesos GM Jean-Noël Riff i Adrien Demuth.
L'abril de 2016 fou subcampió absolut de Catalunya de després de fer taules en les dues partides a ritme clàssic contra el Gran Mestre Àlvar Alonso, guanyant la primera partida i perdent la segona a ritme d'actius, i entaulant la primera i perdent la segona partida a ritme ràpid. L'agost del 2016, a Linares, fou quart al campionat d'Espanya amb 7 punts (el campió fou Paco Vallejo).
El maig de 2017 fou per segon cop campió de Catalunya absolut en imposar-se a la final al Gran Mestre de l'Escola d'Escacs de Barcelona, en Marc Narciso. El duel va decidir-se a la partida armageddon de desempat, després d'empatar a les dues partides estàndard, les dues de ràpides i les dues de llampec. La darrera partida per armageddon, Asís guanyà a Narciso portant les blanques. El novembre de 2017 al Magistral Ciutat de Barcelona aconseguí la seva segona norma de GM.
El març de 2018 va revalidar el títol de campió de Catalunya en vèncer a la final en les partides de desempat el GM José Angel Guerra Méndez. L'agost de 2018 empatà al primer lloc al Campió d'Espanya absolut a Linares, amb 7 punts, essent superat al desempat pel campió Salvador del Río Angelis, i per Pepe Cuenca, i quedant per damunt de Levan Aroshidze.
El setembre de 2021 fou campió absolut de Catalunya per quart cop en la seva carrera, en un campionat celebrat a les Cotxeres de Sants.